# کلارنا
کلارنا (انگلیسی: Klarna) شرکت ارایه دهنده خدمات مالی سوئدی است که در سال ۲۰۰۰ با هدف ارایه خدمات پرداخت و خرید در بستر تجارت الکترونیک آغاز بکار نموده است.
این شرکت دارای ۳۵۰۰ نفر کارمند است که عمدتا در مقر اصلی آن در استهکلم و برلین مستقر هستند.